# Kanton Toulouse-2
Kanton Toulouse-2 (francouzsky Canton de Toulouse-2) je francouzský kanton v departementu Haute-Garonne v regionu Midi-Pyrénées. Tvoří ho pouze část města Toulouse (čtvrtě Le Busca, Carmes, Saint-Étienne a Saint-Michel).